# CA Rentistas
A Club Atlético Rentistas, egy Montevideóban alapított uruguayi labdarúgócsapat. A Primera División tagja.

## Története
Az egyesület 1933. március 26-án alakult.
A Complejo Rentistas stadiont 1998-ban avatták fel, és ebben a szezonban a Rentistas eddigi legjobb szezonját produkálta. Második helyen végzett a Clausurában, így kvalifikálta magát az 1999-es CONMEBOL-kupába.

## Játékoskeret
2019. július 23-i állapotnak megfelelően.
| #  |           | Poszt | Név                 |
| -- | --------- | ----- | ------------------- |
| 1  | Uruguay   | K     | Leandro Gelpi       |
| 2  | Uruguay   | V     | Joel Bregonis       |
| 3  | Uruguay   | V     | Martín Cardozo      |
| 4  | Uruguay   | V     | Matías González     |
| 5  | Uruguay   | KP    | Rafael Alberti ()   |
| 6  | Uruguay   | V     | Mario Alberto Pechi |
| 7  | Uruguay   | KP    | Federico Fernández  |
| 9  | Uruguay   | CS    | Gustavo Alles       |
| 10 | Argentína | KP    | Tomás Lerman        |
| 11 | Uruguay   | CS    | Gastón Palacios     |
| 12 | Uruguay   | K     | Nicolás Rossi       |
| 13 | Uruguay   | CS    | Fernando Olivera    |
| 14 | Uruguay   | V     | Gabriel de León     |
| 15 | Uruguay   | KP    | Nuriel Lewin        |
| 16 | Uruguay   | KP    | Maicol Gutiérrez    |

| #  |          | Poszt | Név                |
| -- | -------- | ----- | ------------------ |
| 17 | Uruguay  | CS    | Andrés García      |
| 18 | Uruguay  | CS    | Gonzalo Gadea      |
| 19 | Uruguay  | CS    | Ignacio Nadal      |
| 20 | Uruguay  | KP    | Alexander Mafio    |
| 21 | Uruguay  | KP    | Federico Bautista  |
| 22 | Uruguay  | KP    | Camilo Núñez       |
| 23 | Kolumbia | V     | Andrés Curbelo     |
| 24 | Uruguay  | CS    | Horacio Sequeira   |
| 25 | Uruguay  | V     | Diego Rodríguez    |
|    | Uruguay  | K     | Santiago Rodríguez |
|    | Uruguay  | KP    | Mathías Conde      |
|    | Uruguay  | KP    | Lucas Pazos        |
|    | Uruguay  | CS    | Renato César       |
|    | Uruguay  | CS    | Rodrigo Moreira    |

## Fordítás
- Ez a szócikk részben vagy egészben  a   Rentistas című angol Wikipédia-szócikk fordításán alapul.  Az eredeti cikk szerkesztőit annak laptörténete sorolja fel. Ez a jelzés csupán a megfogalmazás eredetét és a szerzői jogokat jelzi, nem szolgál a cikkben szereplő információk forrásmegjelöléseként.